# Hallsboro
Hallsboro è un census-designated place (CDP) degli Stati Uniti d'America, situato nello stato della Carolina del Nord, nella contea di Columbus. Secondo il censimento del 2020 gli abitanti di Hallsboro ammontavano a 382.
Ad Hallsboro nacque l'attivista statunitense Ann Atwater.